# Alfred-Nicolas Normand
Pour les articles homonymes, voir Normand.
Alfred-Nicolas Normand, né le 1er juin 1822 à Paris et mort le 2 mars 1909 à Paris 9e, est un architecte et photographe français.

## Biographie

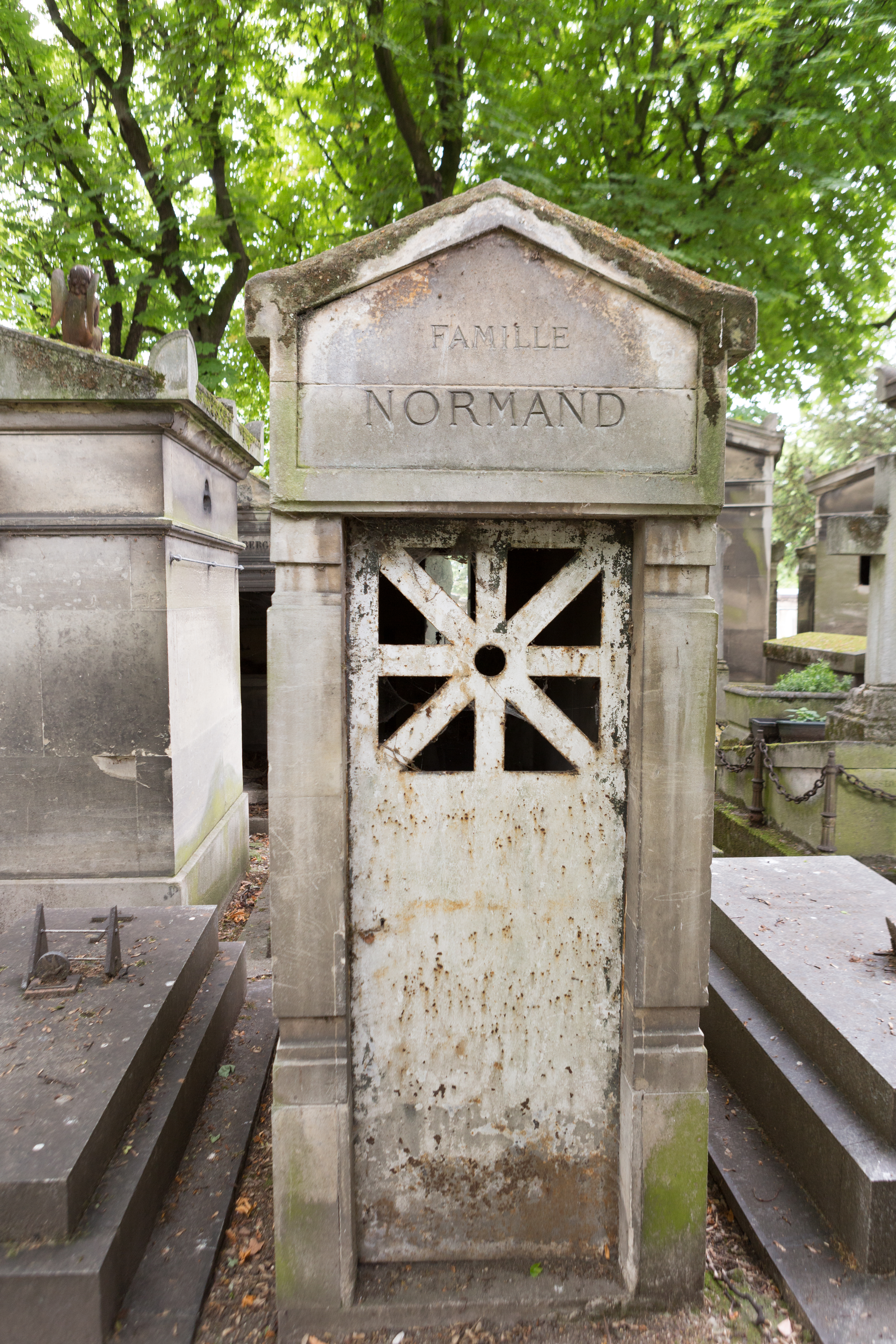
Tombe au cimetière du Père-Lachaise.

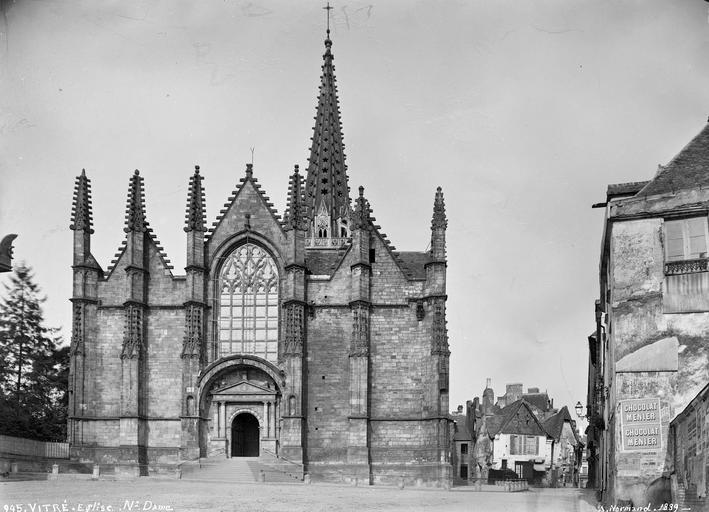
Église Notre-Dame de Vitré.

Fils de l'architecte Louis-Eléonor Normand, il entre à l'École nationale supérieure des beaux-arts en 1842 et fréquente les enseignements de Alphonse-François Marie Jaÿ et de son père. Il remporte le grand prix de Rome en 1846 et devient pensionnaire de la Villa Médicis de 1847 à 1851.
À la fin de son séjour, il s'essaie à la technique de la photographie. Il rencontre à la même occasion Gustave Flaubert et Maxime Du Camp, qui de retour d'un voyage en Orient, l'encouragent à continuer. Ce dernier le conseille sur les techniques à mettre en œuvre. Normand réalise alors une série de calotypes de Rome, Pompéi, Palerme, Athènes et Istanbul jusqu'en 1852. Il réalise ainsi plus de 200 calotypes entre 1851 et 1871, dont 130 entre 1851 et 1852. Il arrête de photographier en 1855.
Rentré à Paris, il est nommé inspecteur des travaux de la ville de Paris et adjoint de Victor Baltard. Sa carrière est lancée par la commande du prince Napoléon-Jérôme d'un palais avenue Montaigne à Paris, modèle d'architecture néo-grecque, transformé quelque temps après en musée. Il réalise en effet par la suite un certain nombre de résidences particulières.

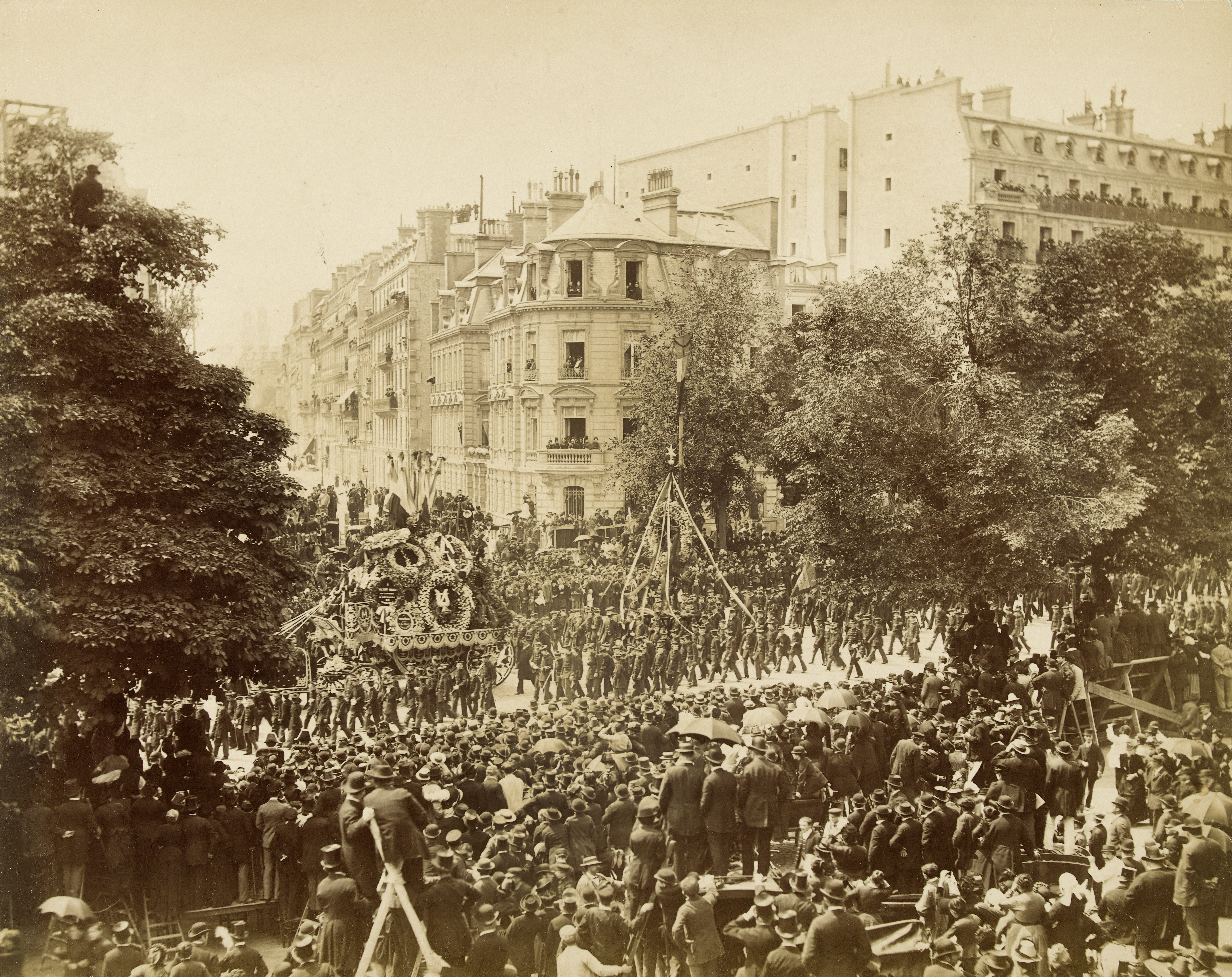
Funérailles de Victor Hugo, 1ere Juin 1885.

En 1861, nommé Inspecteur général des édifices pénitentiaires, il construit la prison de Rennes entre 1867 et 1876. Il avait déjà réalisé un rapport et un atlas des prisons en France en 1854. La loi du 5 juin 1875 obligeant à un encellulement individuel, il rédige avec Joseph Auguste Émile Vaudremer un programme architectural pénitentiaire très détaillé ainsi que des Projets-spécimens pour servir à la construction des prisons départementales suivant le régime de l’emprisonnement individuel. Il est ainsi à l'origine d'un modèle de prison cellulaire organisée autour d'un rond-point central d’où partent les ailes de détention avec des cours de promenade dans l’intervalle.
Il reprend ses voyages et la photographie en 1887 et jusqu'en 1891 en France, en Italie, en Grèce mais aussi Afrique du Nord, en Scandinavie et en Russie, photographiant monuments et architecture vernaculaire.
Il est élu à l'Académie des beaux-arts en 1890 au siège no 6 de la section architecture. Il est, par ailleurs, rédacteur en chef de la revue Le moniteur des architectes de 1866 à 1868, et président de la Société centrale des architectes entre 1898 et 1900. Il est enfin vice-président de la Société française de photographie.
Il meurt à Paris le 2 mars 1909 et est enterré au cimetière du Père-Lachaise (58e division).
Il est le père de Charles-Nicolas Normand (1858-1934), de Paul-Louis-Robert Normand (1861-1945), tous deux architectes, et de Robert Normand, général de division. Ancien élève de l'école Polytechnique, il fut directeur du Génie et comme tel chargé de la construction de la ligne Maginot. Il écrivit de nombreux ouvrages sur les fortifications et est l'auteur de Colonnes dans le Levant, où il relate sa campagne en Cilicie, en 1920, sous les ordres du général Gouraud. Le général Normand mourut accidentellement en 1932.
Il est le père d'Alfred Normand, célèbre collectionneur de dessins anciens.
Une partie de ses photographies sont conservées par la Médiathèque de l'architecture et du patrimoine et ses documents personnels ont été donnés par son fils Paul à la Médiathèque de Nantes.

## Principales réalisations

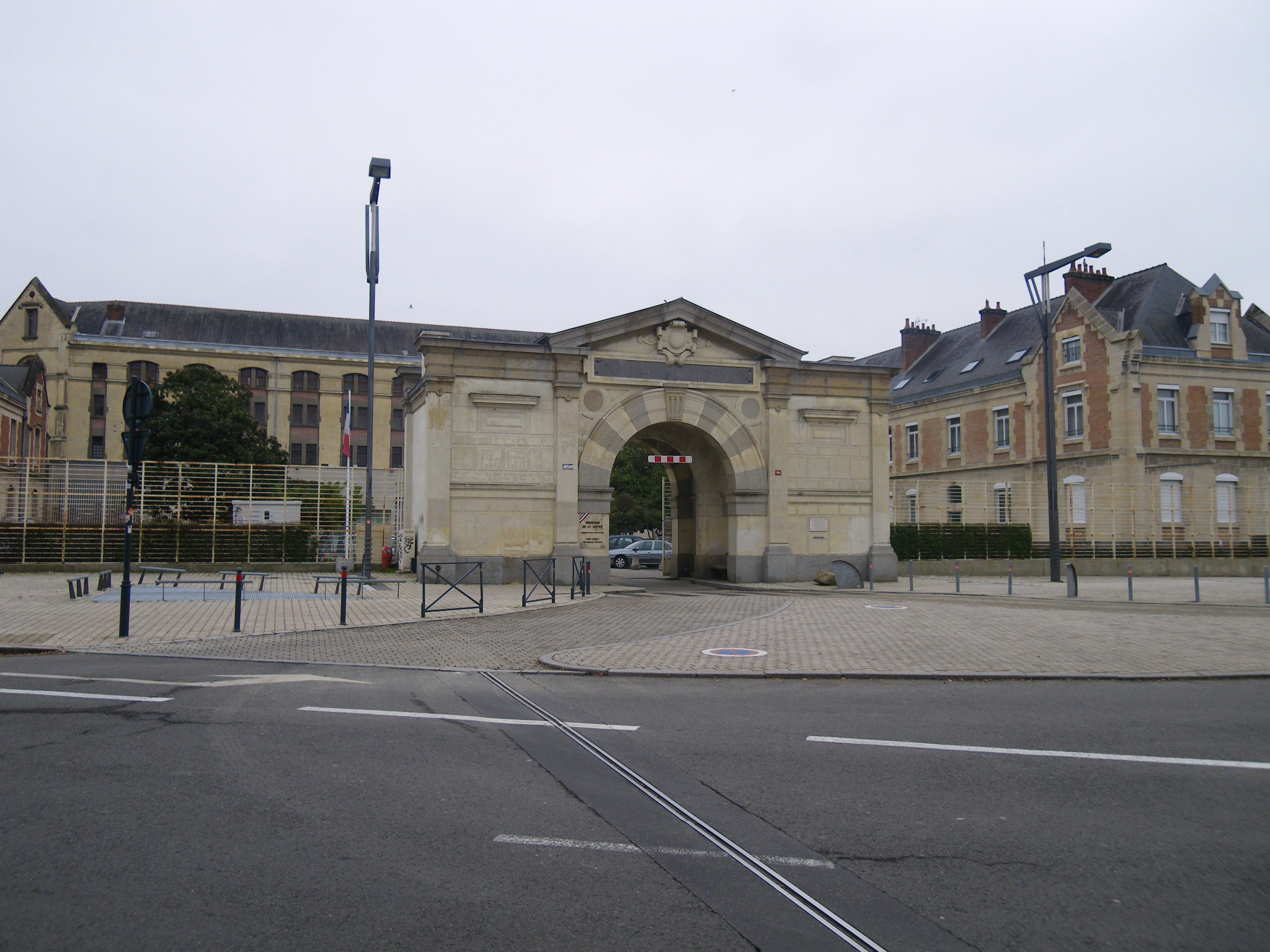
Centre pénitentiaire pour femmes de Rennes

- 1856-1860 : maison pompéienne du prince Napoléon-Jérôme, 16-18 avenue Montaigne dans le 8e arrondissement de Paris (détruite en 1892)[8]
- 1862-1868 : château Latour de Liancourt (Oise)
- 1867-1876 : prison centrale de Rennes[9]
- 1871-1878 : restauration de l'Arc de triomphe de l'Étoile et de la colonne Vendôme à Paris
- 1873-1875 : reconstruction de la colonne Vendôme[10]
- 1878-1881 : hôpital de Saint-Germain-en-Laye (inscrit Monument historique)[11]
- 1882-1887 : piscine et grand collège de l'actuel lycée Michelet à Vanves[12]
- 1887 : hôtel particulier au 6 avenue Van Dyck dans le 8e arrondissement de Paris pour le patron de presse Joseph Reinach[13]
- 1889 : rue du Caire et pavillon de l'Égypte pour l'exposition universelle de 1889

## Publications
- L'architecture des nations étrangères. Étude sur les principales constructions du parc à l'exposition universelle de Paris (1867), Paris, A. Morel, 1870, 30 p.

## Distinctions
- Médaille d'honneur de l'exposition universelle de 1855.
- Deuxième médaille de l'exposition universelle de 1878.
- Médaille d'or à l'exposition universelle de 1878 du ministère de l'Intérieur.
- Chevalier de la Légion d'honneur en 1860.
- Officier de la Légion d'honneur en 1900[14].